# Лаксенбурзькі замки

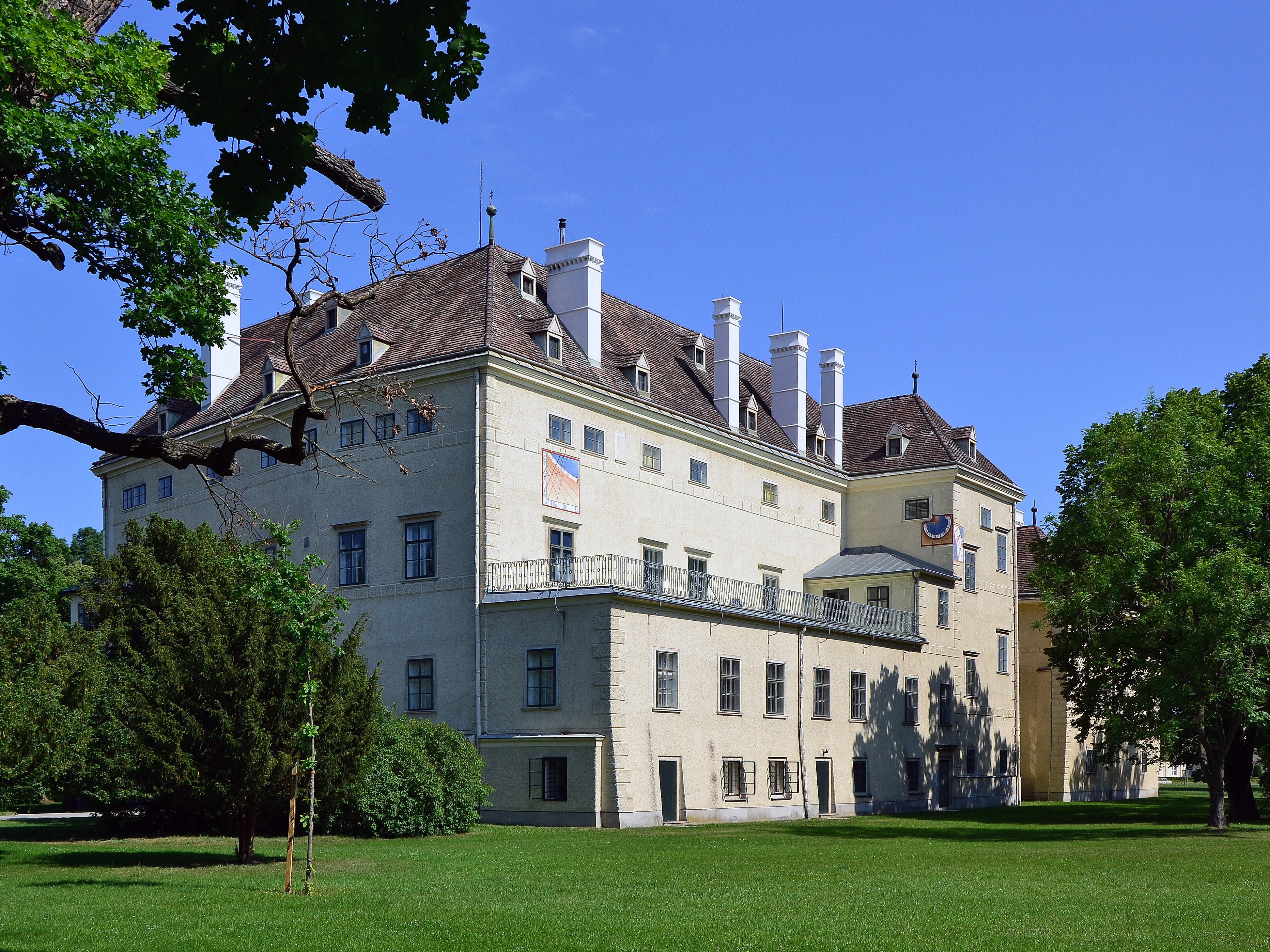
Замок Альтес у Лаксенбурзі

Лаксенбурзькі замки — імператорські палаци та замки за межами Відня, у містечку Лаксенбург, що в рівних частинах належить Відню та Нижній Австрії. Замки стали власністю Габсбургів у 1333 році і раніше слугували літнім відпочинком, разом з палацом Шенбрунн, для імператорської династії Габсбургів. Палац Блауер-Гоф був місцем народження деяких членів королівської родини, в тому числі кронпринца Рудольфа. Інший замок, розташований неподалік, називається Франценсбург.
Сьогодні замки використовуються для проведення заходів, конференцій та концертів. Замки також діють як музей, зберігаючи різноманітні картини та предмети інтер'єру, що містяться в них.

## Історія

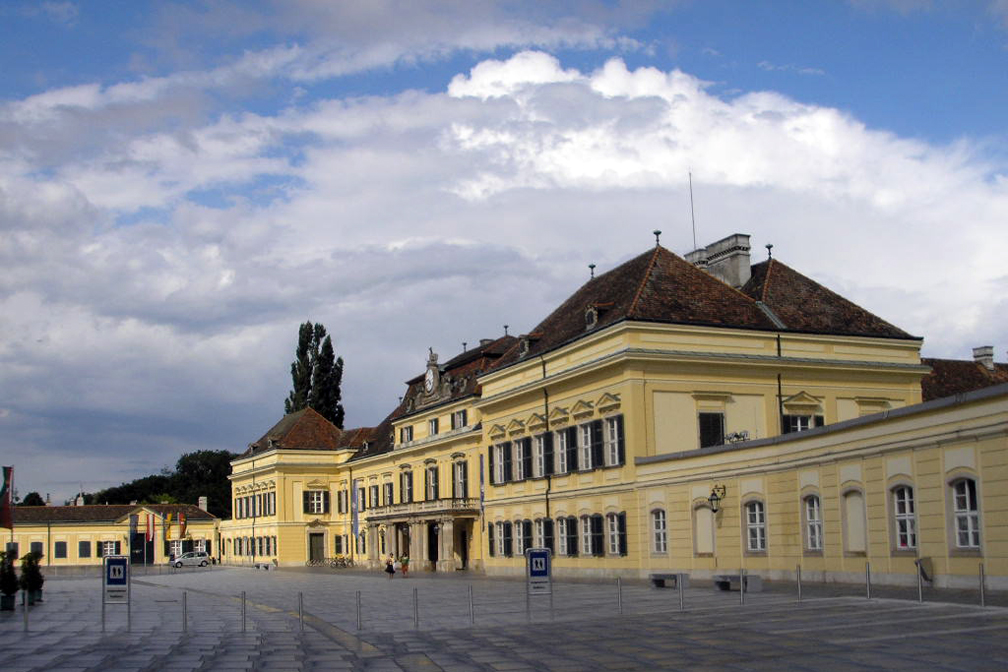
Блауер Хоф

Старий замок Лаксенбург став власністю Габсбургів у 1333 році і був розширений у 17 столітті Лодовіко Бурначіні. Блакитний двір (нім. Blauer Hof) або Новий замок (нім. Neues Schloss) був побудований близько 1745 року за часів правління імператриці Марії Терезії і має інтер'єр у стилі рококо.
Лаксенбурзька церква, яка була першою будівлею на північ від Альп, що мала розпашні фасади (характерні риси високого бароко), була збудована між 1693 і 1703 роками Карло Антоніо Карлоне і продовжена між 1703 і 1724 роками Маттіасом Штайнлем.
Після 1780 року замковий сад був перепланований на зразок англійського пейзажного саду. Він містить кілька штучних ставків, а на одному з островів знаходиться замок Франценсбург, названий на честь імператора Франца II.

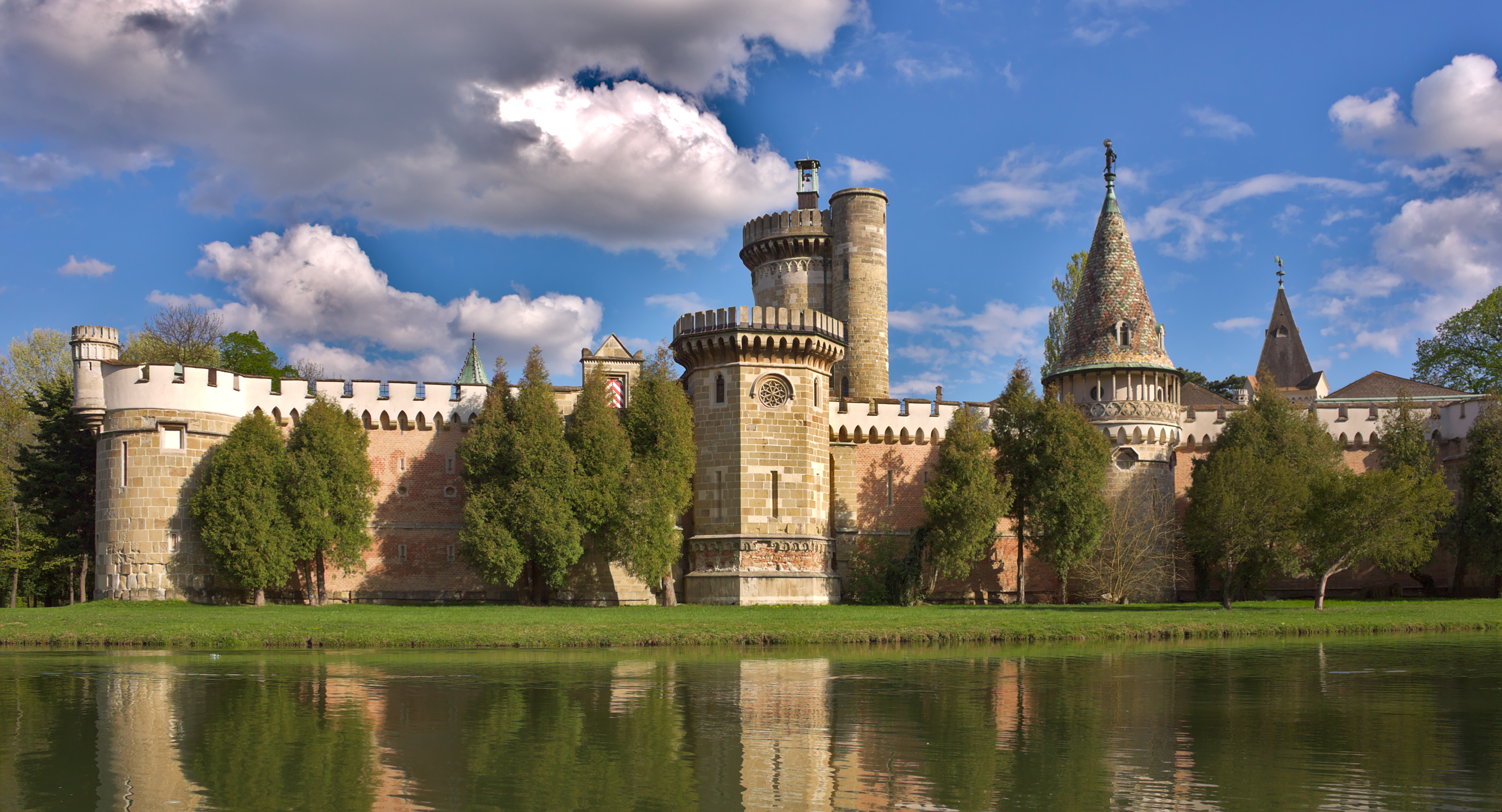
Франценсбург

У 1919 році місто Відень отримало пошкоджений війною замок і стало власником паркової зони Лаксенбурга.
Після аншлюсу Австрії у 1938 році муніципалітет Лаксенбург став частиною міста Відень. У 1954 році це місце знову стало незалежним і було повернуто до Нижньої Австрії. У 1972 році замок Лаксенбург став домівкою для Міжнародного інституту прикладного системного аналізу (IIASA), який об'єднав найкращих науковців по обидва боки залізної завіси для вивчення глобальних проблем. Після закінчення холодної війни Інститут розширив свій мандат зі Сходу та Заходу до справді глобального фокусу, і сьогодні він об'єднує дослідників з усього світу, щоб забезпечити науково обґрунтоване розуміння критичних політичних питань у міжнародних та національних дебатах щодо глобальних змін.

## Галерея

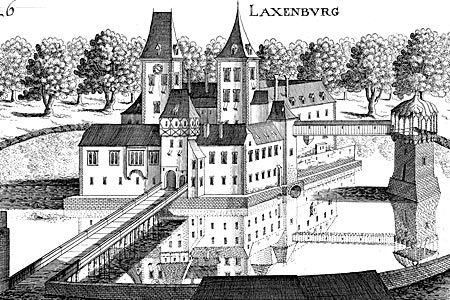
Офорт замку Альтес, 17 століття
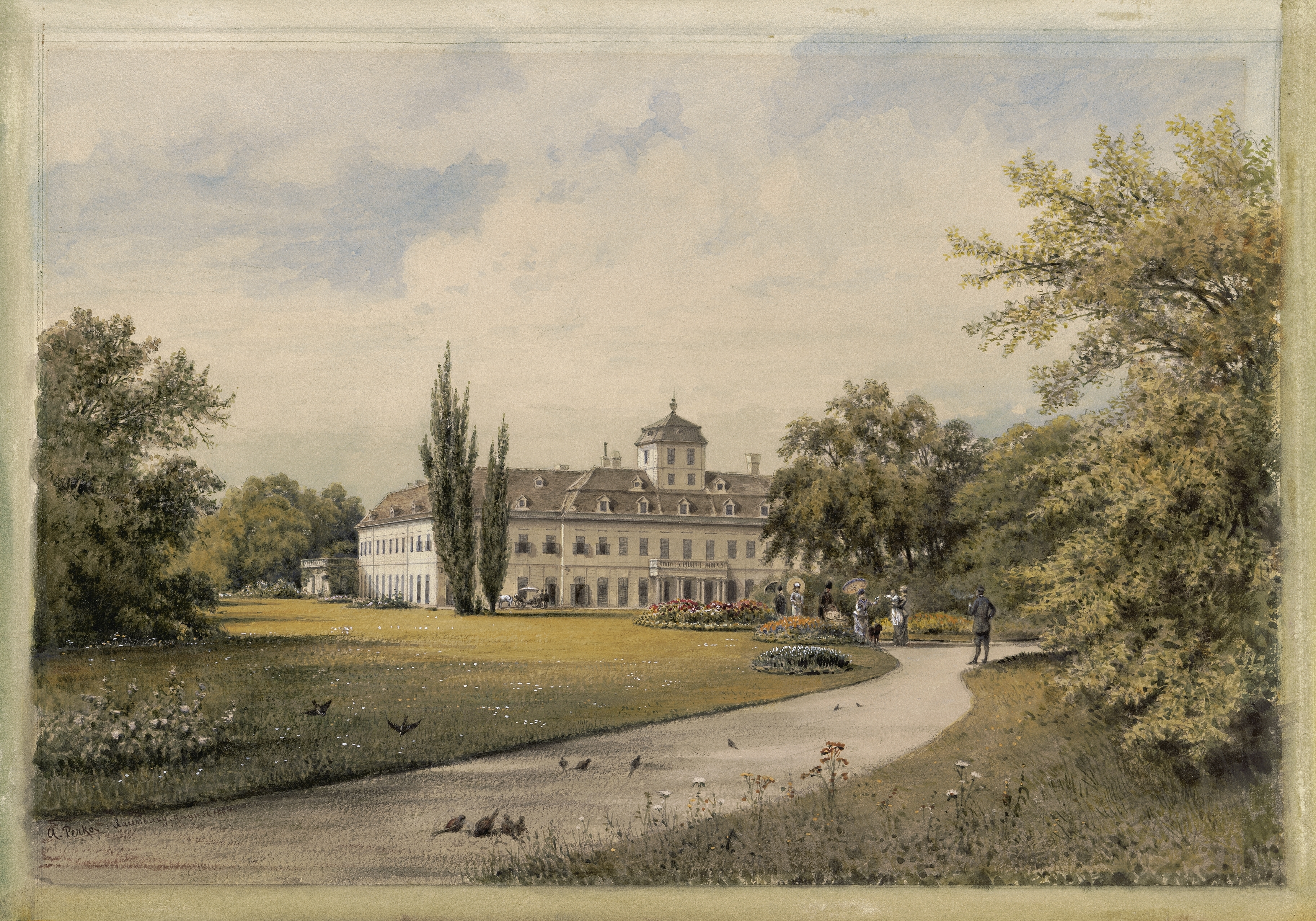
Блауер Хоф на картині, 1884 рік
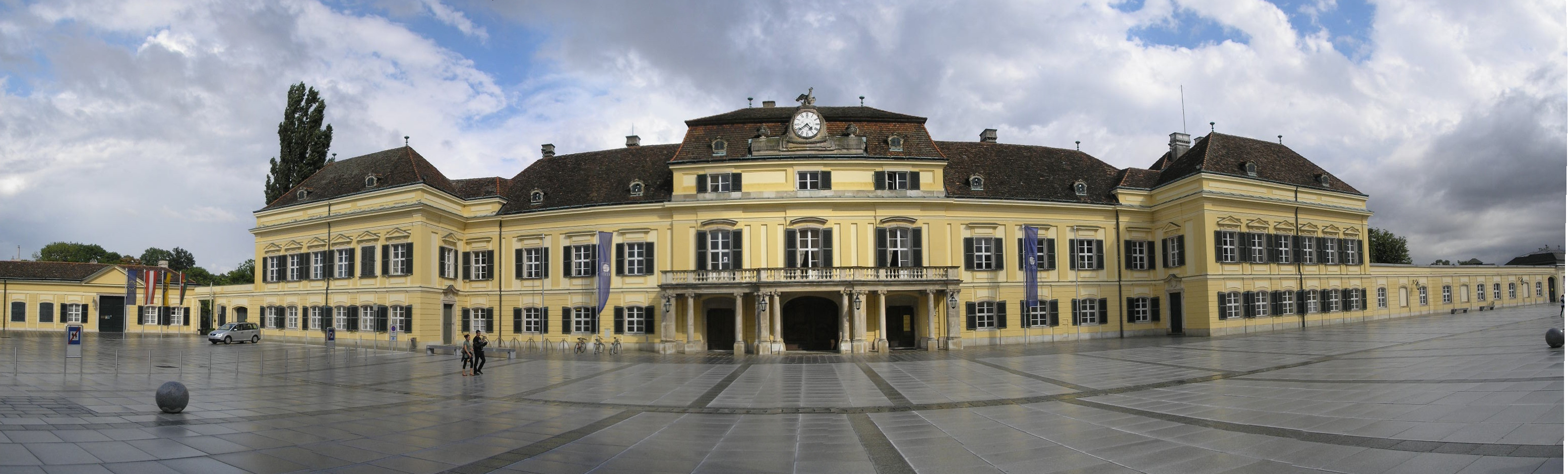
Блауер Хоф
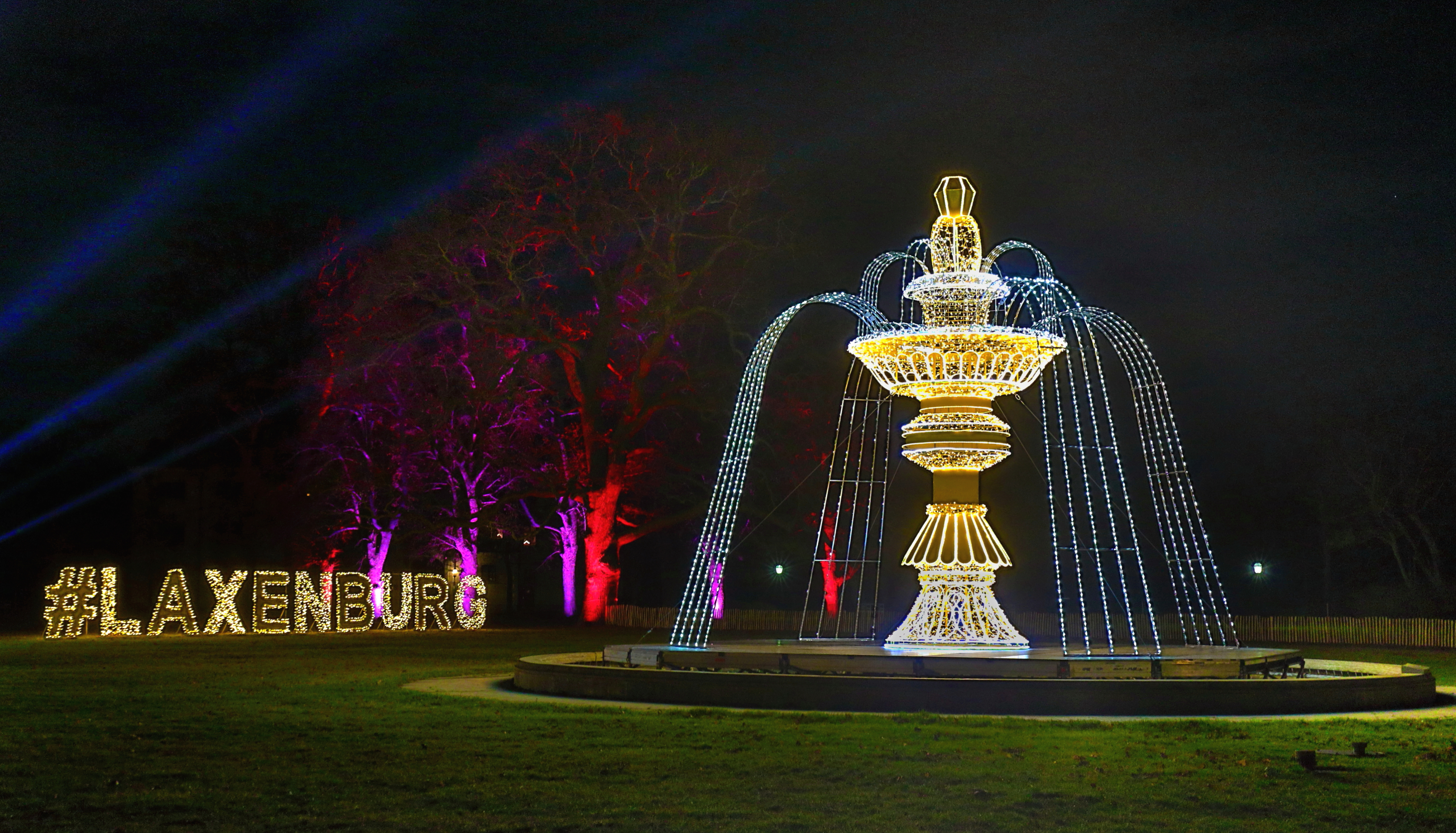
Ілюмінація в парку замку Лаксенбург